# Annesorhiza
Genre
Annesorhiza est un  genre de plantes à fleurs de la sous-famille des Apioideae dans la famille des Apiaceae.

## Taxonomie
Le genre Annesorhiza est décrit en 1826 par les botanistes allemands Adelbert von Chamisso et Diederich Franz Leonhard von Schlechtendal.
C'est le genre type de la tribu des Annesorhizeae.
Le genre Acroglyphe E.Mey. ex Koso-Pol. (1843) est considéré comme un synonyme selon Plants of the World en 2020.

## Distribution
Le genre Annesorhiza est présent de l'Angola à l'Afrique du Sud.

## Liste des espèces
Le genre Annesorhiza comprend 5 espèces selon NCBI en 2020 :
- Annesorhiza altiscapa
- Annesorhiza fibrosa
- Annesorhiza filicaulis
- Annesorhiza latifolia
- Annesorhiza macrocarpa

Le genre Annesorhiza comprend 18 espèces selon Plants of the World en 2020 :
| - Annesorhiza altiscapa - Annesorhiza articulata - Annesorhiza bracteosa - Annesorhiza burtii - Annesorhiza calcicola - Annesorhiza elsiae | - Annesorhiza fibrosa - Annesorhiza filicaulis - Annesorhiza flagellifolia - Annesorhiza lateriflora - Annesorhiza latifolia - Annesorhiza macrocarpa | - Annesorhiza nuda - Annesorhiza refracta - Annesorhiza schlechteri - Annesorhiza thunbergii - Annesorhiza triternata - Annesorhiza wilmsii |

Le genre Annesorhiza comprend 15 espèces selon The Plants List en 2020 :
| - Annesorhiza altiscapa - Annesorhiza burtii - Annesorhiza caffra - Annesorhiza calcicola - Annesorhiza fibrosa | - Annesorhiza flagellifolia - Annesorhiza grandiflora - Annesorhiza lateriflora - Annesorhiza latifolia - Annesorhiza macrocarpa | - Annesorhiza nuda - Annesorhiza schlechteri - Annesorhiza thunbergii - Annesorhiza villosa - Annesorhiza wilmsii |

## Utilisation
Plusieurs espèces du genre sont notables pour leurs composés aromatiques et sont utilisées comme ingrédients culinaires. Certaines espèces se distinguent par leur taux de dérivés phenylpropènes, tels que le nothoapiole.